# Echte Hirsche
Die Echten Hirsche (Cervini) sind eine Tribus der Hirsche (Cervidae). Die derzeit rund 40 Arten dieser Gruppe leben größtenteils in Eurasien, ein geringerer Teil auch in Nordamerika. Am bekanntesten davon sind der Rothirsch und der Damhirsch.

## Merkmale
Sie sind charakterisiert durch eine „plesiometacarpale“ Zehenstellung (das heißt, dass nur die proximalen (am Fuß anliegenden) Teile der verkleinerten 2. und 5. Zehen vorhanden sind). Dieses Merkmal teilen sie mit den Muntjakhirschen, die ihre nächsten Verwandten darstellen, von denen sie sich aber durch das größere, verzweigtere Geweih deutlich unterscheiden.

## Systematik
Folgende Gattungen und Arten werden unterschieden:
- Tribus Cervini Goldfuss, 1820

- Gattung Axishirsche oder Fleckenhirsche (Axis C. H. Smith, 1827)

- Axishirsch oder Chital (Axis axis (Erxleben, 1777))

- Axis porcinus-Gruppe

- Hinterindischer Schweinshirsch (Axis annamiticus (Heude, 1888))
- Calamian-Hirsch oder Calamian-Schweinshirsch (Axis calamianensis (Heude, 1888))
- Bawean-Hirsch oder Bawean-Schweinshirsch (Axis kuhlii (Temminck, 1836))
- Schweinshirsch (Axis porcinus (Zimmermann, 1780))

- Gattung Damhirsche (Dama Frisch, 1775)

- Damhirsch (Dama dama (Linnaeus, 1758))
- Mesopotamien-Damhirsch (Dama mesopotamica (Brooke, 1875))

- Gattung Elaphurus Milne-Edwards, 1866

- Davidshirsch (Elaphurus davidianus Milne-Edwards, 1866)

- Gattung Zackenhirsche (Rucervus Hodgson, 1838)

- Hochland-Barasingha (Rucervus branderi Pocock, 1943)
- Tiefland-Barasingha (Rucervus duvaucelii (Cuvier, 1823))
- Assam-Barasingha (Rucervus ranjitsinhi (Groves, 1983))
- † Schomburgk-Hirsch (Rucervus schomburgki (Blyth, 1863))

- Gattung Leierhirsche (Panolia Gray, 1843)

- Manipur-Leierhirsch (Panolia eldii (McClelland, 1842); auch Rucervus eldii)
- Thailand-Leierhirsch (Panolia siamensis (Lydekker, 1915); auch Rucervus siamensis)
- Myanmar-Leierhirsch oder Burma-Leierhirsch (Panolia thamin (Thomas, 1918); auch Rucervus thamin)

- Gattung Edelhirsche oder Rothirsche (Cervus Linnaeus, 1758)

- Weißlippenhirsch (Cervus albirostris Przewalski, 1883; auch Przewalskium albirostris)

- Cervus elaphus-Gruppe (westliche Rothirsche)

- Korsischer Rothirsch oder Tyrrhenischer Rothirsch (Cervus corsicanus Erxleben, 1777)
- Rothirsch oder Westeuropäischer Rothirsch (Cervus elaphus Linnaeus, 1758)
- China-Rothirsch (Cervus hanglu Wagner, 1844)
- Kaukasushirsch oder Kaukasusmaral (Cervus maral Gray, 1850)
- Osteuropäischer Rothirsch (Cervus pannoniensis Banwell, 1997)

- Cervus canadensis-Gruppe (östliche Rothirsche und Wapitis)

- Alashan-Wapiti (Cervus alashanicus Bobrinskii & Flerov, 1935)
- Wapiti (Cervus canadensis Erxleben, 1777)
- Szetschuan-Hirsch (Cervus macneilli Lydekker, 1909)
- Tibetischer Rothirsch oder Schou (Cervus wallichii Cuvier, 1823)
- Isubrahirsch (Cervus xanthopygus Milne-Edwards, 1867)

- Cervus nippon-Gruppe (Sikahirsche)

- Nordhonshu-Sikahirsch (Cervus aplodontus (Heude, 1884))
- Dybowski-Hirsch (Cervus hortulorum Swinhoe, 1864)
- Sikahirsch oder Japanischer Sikahirsch (Cervus nippon Temminck, 1838)
- Vietnamesischer Sikahirsch (Cervus pseudaxis Gervais, 1841)
- Tsushima-Hirsch (Cervus pulchellus Imaizumi, 1970)
- Sichuan-Sikahirsch (Cervus sichuanicus Guo, Chen & Wang, 1978)
- Taiwan-Sikahirsch (Cervus taiouanus Blyth, 1860)

- Cervus unicolor-Gruppe (Sambarhirsche)

- Prinz-Alfred-Hirsch (Cervus alfredi Sclater, 1870; auch Rusa alfredi)
- Mindoro-Sambar (Cervus barandanus (Heude, 1888); auch Rusa barandana)
- Sumatra-Sambar (Cervus equinus G. Cuvier, 1823; auch Rusa equina)
- Philippinenhirsch (Cervus mariannus Desmarest, 1822; auch Rusa marianna)
- Mindanao-Sambar (Cervus nigellus (Hollister, 1913); auch Rusa nigella)
- Mähnenhirsch (Cervus timorensis de Blainville, 1822; auch Rusa timorensis)
- Sambar (Cervus unicolor Kerr, 1792; auch Rusa unicolor)

Die Systematik der Echten Hirsche ist komplex. Die Gattungen Elaphorus, Rucervus und Rusa wurden ursprünglich in einer gemeinsamen Gattung, den Edelhirschen (Cervus) zusammengefasst. Aufgrund von Untersuchungen der Verwandtschaft zwischen den Edelhirschen und Vertretern anderer Hirschgattungen, die vor allem von B. C. Emerson und M. L. Tate im Jahr 1993 vorgestellt wurden, wurde die Gattung als paraphyletisch erkannt. Den Analysen zufolge waren die Sambarhirsche (Rusa) dichter mit den Damhirschen (Dama) und den Axishirschen (Axis) als mit anderen Edelhirschen verwandt. Der Rothirsch und der Sikahirsch sollten wiederum eine gemeinsame Klade mit dem Davidshirsch bilden. Dem Rechnung tragend, wurden diese Verwandtschaftsgruppe in die vier Gattungen Cervus, Elaphorus, Rucervus und Rusa aufgeteilt. Spätere Untersuchungen ergaben jedoch, dass die Gattung Rucervus in ihrer damaligen Definition ebenfalls paraphyletisch ist und einerseits mit den Axishirschen verbunden ist (Barasinghas), andererseits den Edelhirschen nahesteht (Leierhirsche). Demzufolge wurde letztere als Gattung Panolia abgespalten. Die Sambarhirsche wiederum erwiesen sich als tiefer in die Edelhirsche eingebettet als anfangs angenommen. Gleiches gilt für den Weißlippenhirsch, der häufig noch mit der eigenständigen Gattung Przewalskium ausgehalten wird. Auch hier zeigen genetische Daten, dass die Art tief in der Gattung Cervus verankert ist, wodurch sowohl Rusa als auch Przewalskium nun zu den Edelhirschen gezählt werden. Alternativ besteht der Vorschlag, dass der gesamte Verwandtschaftskomplex mit Elaphurus und Panolia wieder zu Cervus zusammengeführt wird.
Genetische Untersuchungen haben auch dazu geführt, dass einige Unterarten des Rothirsches jetzt Artstatus erhalten. Rothirsche, Wapiti und die Hangule ordnete man alle als Cervus elaphus ein und unterstellte eine kontinuierliche Verbreitung von Eurasien bis nach Nordamerika. Als Beleg für diese These galt, dass diese Hirsche untereinander fruchtbaren Nachwuchs zeugen konnten. DNA-Untersuchungen an hunderten von Tieren haben zu einer anderen Arteinteilung geführt: Demnach bestehen mehrere größere Verwandtschaftsgruppen innerhalb der ehemaligen Art Cervus elaphus, die einerseits die westlichen Rothirsche (Cervus elaphus-Gruppe) mit einer Verbreitung in Europa, Nordafrika und Kleinasien, andererseits die östlichen Wapitis (Cervus canadensis-Gruppe) mit einer Verbreitung im östlichen Nordasien und Nordamerika umfassen. Letztere stehen zudem den Sikahirschen (Cervus nippon-Gruppe) näher. Aufgrund dessen wurde während einer Revision der Hirsche aus dem Jahr 2011 zahlreiche ehemalige Unterarten von Cervus elaphus in den Artstatus erhoben. Dies betrifft allerdings nicht nur die größeren Gruppen des westlichen Rothirschs und des östlichen Wapiti, sondern auch einzelne weitere Unterarten innerhalb dieser.